# Psilocurus negrus
Psilocurus negrus är en tvåvingeart som beskrevs av Pavel Lehr 1974. Psilocurus negrus ingår i släktet Psilocurus och familjen rovflugor. Inga underarter finns listade i Catalogue of Life.